# Limpio
Limpio (antiga Tapúa) é uma cidade do Paraguai localizada no Departamento Central distante 23 km de Assunção e parte da Grande Assunção. 
Foi fundada em 1 de fevereiro de 1785 por Friar Luís de Bolaños sob o nome San José de los Campos Limpios de Tapúa sendo um dos primeiros povoados deste país. É banhada por três rios: Rio Paraguai, rio Salado e rio São Francisco. Pode ser acessada pela Rota 3 "General Elizardo Aquino" a partir de Assunção. 

## Transporte
O município de Limpio é servido pelas seguintes rodovias:
- Caminho em pavimento ligando a cidade ao município de Luque
- Ruta 03, que liga a cidade de Assunção ao município de Bella Vista Norte (Departamento de Amambay).[1][2][3]